# Andreja Borin
Andreja Borin, slovenska umetnostna zgodovinarka, kustosinja, otroška pesnica in ilustratorka, * 1969, Maribor.

## Življenjepis
Obiskovala je srednjo naravoslovno šolo Miloš Zidanšek (danes II gimnazija v Mariboru) in nato študirala na Filozofski fakulteti v Ljubljani - francoski jezik in umetnostno zgodovino. Zaposlena je kot višja kustosinja v Umetnostni galeriji v Mariboru.

## Delo
Pesnica in ilustratorka, Andreja Borin, piše pesmi za otroke. Nekaj od teh jih je zbrala v lastni otroški pesniški zbirki V mesto mravlja se odpravlja, v katerih se prepletajo teme osamljenost, otroška želja, živalska tema in otroška fantazija. Ta zbirka je izšla leta 2009 kot avtorska slikanica in velja za avtoričin literarni prvenec. Pesmi objavlja v revijah Ciciban in Cicido, kamor prispeva tudi svoje ilustracije. Nekatere zbrane pesmi v zbirki V mesto mravlja se odpravlja so izšle v otroških revijah Ciciban in Cicido, kamor je prispevala tudi svoje ilustracije.
Poleg tega piše strokovna poročila o likovnih razstavah, ki so se zgodile v Umetnostni galeriji Maribor, in je glavna avtorica in urednica kataloga  Poletje : predlogi za stalno zbirko : Umetnostna galerija Maribor.